# Fotogramas por segundo

La tasa de fotogramas (en inglés frame rate), expresada como fotogramas por segundo (sigla FPS, símbolo f/s, también conocida como 'cuadros por segundo'), es la frecuencia (tasa) a la cual un dispositivo muestra imágenes llamadas fotogramas o cuadros.

La tasa de fotogramas (en inglés frame rate), expresada como fotogramas por segundo (sigla FPS, símbolo f/s, también conocida como 'cuadros por segundo') es la frecuencia (tasa) a la cual un dispositivo muestra imágenes llamadas fotogramas o cuadros. El término se aplica por igual a películas y cámaras de vídeo, gráficos por computadora y sistemas de captura de movimiento.

## Percepción humana
La interfaz entre el cerebro y la visión del ser humano puede procesar de 10 a 12 imágenes separadas por segundo, percibiéndolas individualmente (si se excede este número la percibirá como movimiento). El umbral de la visión humana varía, la percepción varía dependiendo de lo que se esté midiendo.
Cuando se visualiza una serie de imágenes iluminadas, la gente comienza a notar pequeñas interrupciones en la oscuridad: si es aproximadamente de 16 milisegundos o más largas, los observadores pueden recordar una imagen específica en una serie ininterrumpida de imágenes, cada una de las cuales dura aproximadamente 13 milisegundos.
Cuando se da un estímulo muy pequeño de un solo milisegundo, la gente reporta una duración entre 100 ms y 400 ms gracias a la persistencia de la visión en el córtex visual. Esto puede causar que las imágenes percibidas en esta duración pareciesen un solo estímulo, tales como una luz verde de 10 ms inmediatamente después de una luz roja de 10 ms se percibirán como una sola luz de color amarillo. La persistencia de la visión también puede crear la ilusión de continuidad, permitiendo que una serie de imágenes inmóviles den la impresión de movimiento.

## Historia
Antiguamente en el cine mudo la tasa de refresco era de entre 16 y 24 FPS, pero como se daba cuerda a mano al proyector, la tasa variaba durante la escena para que fuese más de acuerdo con la escena. Los operadores de cámara podían cambiar también la tasa de refresco en los cines ajustando el reostato que controla el voltaje y dando mayor poder al mecanismo que giraba el carrete en el proyector.
Las películas mudas eran regularmente proyectadas a mayor velocidad de la que habían sido originalmente grabadas. Esta tasa de refresco era suficiente como para que se percibiera movimiento pero de manera errática. Al utilizar proyectores con doble y triple obturador, la tasa se multiplicaba por dos o tres veces. Thomas Edison dijo que 46 fotogramas por segundo era lo mínimo para que el córtex visual lo captase como movimiento. En la mitad y finales de los años 1920 la tasa de refresco aumentó a una velocidad de entre 20 y 26 FPS.
Cuando las películas con sonido fueron introducidas en 1926, las variaciones de velocidad de refresco ya no eran toleradas, ya que el oído humano es más sensible a cambios en la frecuencia del audio. Muchos cines proyectaban las películas a una velocidad entre 22 y 26 FPS, por eso se eligió una velocidad de 24 FPS. Desde 1927 hasta 1930, como varios estudios habían actualizado su equipamiento, la tasa de 24 FPS se convirtió en un estándar para los filmes de 35 mm con sonido.
A 24 FPS el filme viaja a una velocidad de 456 milímetros por segundo. Esto permitió a los simples proyectores de dos obturadores dar una serie proyectada de 48 imágenes por segundo, satisfaciendo a la recomendación de Edison. La mayoría de los proyectores modernos de 35 mm usan tres obturadores para dar 72 imágenes por segundo. Cada fotograma es mostrado en pantalla tres veces.

## Cinematografía
En la industria cinematográfica, donde todavía se utilizan carretes, la industria estandarizó la filmación y proyección en formatos de 24 FPS. Grabar a una tasa más baja crea la sensación de velocidad mientras que una grabación más rápida genera la sensación de cámara lenta al momento de ser proyectada. Algunos ejemplos de experimentos en la tasa de refresco que no fueron abiertamente aceptados fueron Maxvision 48 y Showscan, desarrollados por el creador de los efectos especiales de la película 2001:  A Space Odyssey, Douglas Trumbull.
El cine mudo casero tenía una tasa de refresco de entre 16 FPS o 18 FPS para 16 mm y 8 mm.

## Vídeo digital y televisión
Hay tres principales tasas de refresco en la televisión y cine digital. También hay muchas variaciones al mismo tiempo que emergen nuevos estándares.
- 24p es un formato progresivo y está adaptado para aquellos que quieren transferir vídeo digital a un filme. Productores de cine y creadores de vídeos utilizan 24p de igual manera, incluso si no van a transferir sus producciones a filmes, simplemente por la manera en que se ve en pantalla (baja velocidad) la cual queda perfectamente con filmes nativos.

Cuando es transferido a televisión en un formato NTSC (National Television System Committee), la tasa es efectivamente colocada a una velocidad más lenta de 23.976 FPS (24x1000÷1001 para ser exactos) y cuando es transferido a un formato PAL (Phase Alternating Line) o SECAM (Séquentiel couleur à mémoire) se acelera a una velocidad de 25 FPS. Las cámaras de 35 mm utilizan una tasa estándar de 24 FPS, sin embargo muchas cámaras ofrecen una tasa de 23.976 para la televisión en formato NTSC y 25 para el formato PAL/SECAM. La tasa más común de 24 FPS se convirtió en el estándar predeterminado para filmes con sonido a mediados de los 20´s.
Prácticamente todos los dibujos hechos a mano estaban diseñados para ser proyectados a una velocidad de 24 FPS. Lógicamente, los dibujos a mano que muestran una sola imagen por segundo son muy costosos, incluso para filmes de alto presupuesto. Tanto es así, que algunas animaciones a mano muestran dos veces la misma imagen, lo que quiere decir que muestran únicamente 12 imágenes diferentes. Hay incluso filmes que muestran 4 veces la misma imagen lo que quiere decir que solo se muestran 6 imágenes distintas.
- 25p es un formato progresivo y corre a 25 fotogramas progresivos por segundo. Esta tasa deriva del formato de televisión PAL de 50i (también llamado 50 campos entrelazados por segundo). Empresas de televisión y productoras de cine utilizan una tasa de 50 Hz en ciertas regiones para compatibilidad directa con el campo de la televisión. La conversión de 60 Hz está habilitada al momento de reducir la velocidad a una media de 24p y luego convirtiéndola a sistemas de 60 Hz utilizando telecine. Mientras 25p captura la mitad de la resolución temporal que la tasa más común de 50i, produce un espacio vertical mayor por fotograma. Como 24p, 25p es utilizado comúnmente para obtener un aspecto parecido al cine, no obstante con la virtualización de los mismos artefactos, esto hizo que quedase mejor en escaneos progresivos (pantallas LCD, monitores y proyectores) gracias a que el intercalado está ausente.

- 30p es un formato progresivo que produce video a 30 FPS. Es progresivo (no entrelazado) escaneando e imitando fotograma a fotograma de la imagen capturada. Los efectos de vibración entre fotogramas son menos notorios que los de 24p, pero aun así continúa teniendo un aspecto cinematográfico. Grabar un vídeo en 30p no da artefactos de enlace pero se puede introducir vibración en el movimiento de la imagen en algunas cámaras. El proceso de la gran pantalla Todd-AO utilizó esta tasa de refresco de 1954 a 1956.[12]

- 48p es un formato progresivo el cual se está probando en la industria del cine. Es dos veces la tasa normal de 24p. Esta tasa de refresco intenta reducir el desenfoque que se encuentra en los filmes. James Cameron tenía la intención de grabar las dos secuelas de la película "Avatar" a una tasa mayor de 24p para agregar una mayor sensación de realidad.[13] La primera película que fue grabada a 48p fue "El hobbit: Un viaje inesperado", una decisión del el director Peter Jackson.[14] En el preestreno en CinemaCon, la reacción de la audiencia fue que se veía muy real.[15]

- 50i es un formato entrelazado y es el estándar de tasa de por segundo para el formato PAL y SECAM.

- 60i es un formato entrelazado y es el estándar para el formato de televisión NTSC, ya sea de una emisión, DVD o una cámara casera. Este campo entrelazado fue desarrollado de forma separada por FarnSworth y Zworykin,[16] y era para mantener los estándares mandados por la FCC para el formato de televisión NTSC en 1941. Cuando la NTSC a color fue introducida en 1953, la vieja tasa de 60 campos por segundo fue reducida en un factor de 1000/1001 para evitar la interferencia entre la señal que enviaba color y la que enviaba sonido. (La asignación usual fue de 29.97 FPS= 30 fotogramas (60 campos/1.001))

- 50p/60p es un formato progresivo y es utilizado para los sistemas de televisión de alta definición, mientras que técnicamente no es parte los estándares de la ATSC (Advanced Television Systems Comittee) o de la DVB (Digital Video Broadcasting). Reportes sugieren que el futuro de la televisión en alta definición serán formatos progresivos para los estándares de transmisión.[17] En Europa la EBU (European Brodcasting Union) de 1080p y 50 FPS es el siguiente paso para las transiciones de televisión y se está animando a estudios de televisión a mejorar su equipo para el futuro.[18]

- 72p es un formato progresivo y actualmente está en etapas experimentales. Grandes instituciones como Snell demostraron que 720p y 72 fotogramas como resultado de antiguos experimentos analógicos, donde 768 líneas a 75 FPS se veían subjetivamente mejor que 1150 líneas a 50 FPS con imágenes a mayor velocidad y obturadores a alta velocidad también.[19] Cámaras modernas como "The Red One" pueden utilizar esta tasa de refresco para producir repeticiones a 24 FPS. Douglas Thrumbull fue quien comenzó experimentos con diferentes tasas de refresco, los cuales llevaron a descubrir el formato "Showscan".[cita requerida]

- 90p la HTC Vive y el Oculus Rift son sets de realidad virtual, los cuales se refrescan a 90 Hz.

- 100p / 119.88p y 120p son formatos progresivos estandarizados para la UHDTV por recomendación de la ITU-R BT.2020. La cámara GoPro Hero 3.3+ y la Hero 4 pueden grabar video a 720p y 1080p a 120p. También está la llegada de nuevos monitores que pueden refrescar a una velocidad de 120 Hz lo cual permite al usuario ver contenido a 120 FPS[20] El proyecto Morpheus es un proyecto de realidad virtual el cual será lanzado a principios de 2016 y será capaz de mostrar contenido a 120 FPS.

- 144 fps: hoy en día hay monitores enfocados a videojuegos los cuales tienen una tasa de refresco de hasta 144 Hz.[20]

- 240 fps: al igual que los monitores de 144 FPS, están enfocados a videojuegos, pero los de 240 son para un público más reducido e implicado en los videojuegos.

- 300 fps: la tasa de 300 FPS y tasas aún mayores han sido probadas por el departamento de investigación de BBC para el uso en la transmisión de deportes.[21] 300 FPS pueden ser convertidos a formatos de transmisión de 50 y 60 FPS sin grandes problemas. 300 FPS es la tasa máxima de refresco para el formato HEVC.